# Horn (utskott)
För andra betydelser, se Horn.
Horn inom anatomi är traditionellt olika former av styva utskott som växer ut från huvudet på en organism och förekommer naturligt hos flera arter inom djurvärlden, framför allt hos många hovdjur och klövdjur. De förekommer huvudsakligen (men inte alltid) hos hanar och fungerar traditionellt som stångningsvapen mot andra hanar i revirstrid, sexuellt urval och som försvar mot rovdjur, varav de förekommer i flera olika former och antal. De växer ofta parvis, som hos hjortdjur och slidhornsdjur, men kan också förekomma enskilt, som hos vissa noshörningar och noshornsbaggar, eller i enstaka fall trippelt, som hos vissa ceratopsier och Jacksons kameleont, samt kvadrupelt, som hos chamaeleo quadricornis. Ibland får vissa djur mutationer som ger dem fler horn än vanligt, vanligen kallat polycerat ("flerhornad"), något som bland annat förekommer hos raser av getter och får.
Horn består av olika ting genom djurriket. Hos däggdjur, reptiler och dinosaurier består de vanligen av benvävnad och keratin. Hos noshörningar utgörs hornet av sammanpressat hår och består istället helt av keratin. Hos leddjur och vissa reptiler förekommer horn som del av deras hudskelett. Hudskelettet hos leddjur består vanligen av sklerotin och kitin, medan hudskelettet hos reptiler bildas av läderhuden. Hos fiskar förekommer flera olika typer av horn. Hornen hos långhornad kofisk utgörs av mineraliserade kollagena fibrer, medan hornet hos noshörningsfisk utgörs av hudtäckt benvävnad.

## Uppbyggnad
Det finns två huvudtyper av horn. Hjortdjuren har horn som består av benvävnad, medan slidhornsdjuren har horn som består av keratin.

### Horn av benvävnad

Älghorn.

Denna horntyp förekommer hos hjortdjuren och bärs i de flesta fall enbart av hannarna. Renen är ett undantag där även honan bär horn, och det har påträffats rådjurshonor med såväl diminutiva som fullt utvecklade horn. 
Hornen sitter på ett tappliknande benutskott, rosenstocken på pannbenet. Hornens form är avhängig av arten och djurets ålder. Det förekommer enkla stånghorn cervina (från latin Cervus, hjort), som inte är skovelformade utan liknar de som bärs av exempelvis kronhjort, hos älg och komplexa former med förgreningar och skovlar (palmata).
När hornen växer får de alla näringsämnen via ett hårigt hudskikt på utsidan som kallas för basthud. När hornen har fått sin slutgiltiga storlek tillbakabildas vävnaden i basthuden, känseln försvinner och huden skrapas bort genom att djuret fejar hornen mot trädstammar och buskar. Nyfejat horn är först vitt men mörknar av kontakten med de växtsafter som gnids in i hornet under fejningen. 
Efter parningstiden fälls hornen genom att benvävnaden mellan rosenstocken och rosenkransen (hornets bas) luckras upp. Det går vanligen inte lång tid mellan att det första och det andra hornet fälls. Djur med stora och tunga horn kan medvetet försöka slå av det andra hornet efter att det första fällts. En tid senare nybildas hornen igen. Hos rådjuret och hos ren av hankön fälls hornen på senhösten, hos ren av honkön och andra europeiska arter under senvintern eller våren). Hos arter i tropiska områden finns ingen särskild tidpunkt.
Den enda arten i hjortdjursfamiljen som helt saknar horn är vattenrådjuret.

### Horn av keratin (slidhorn)

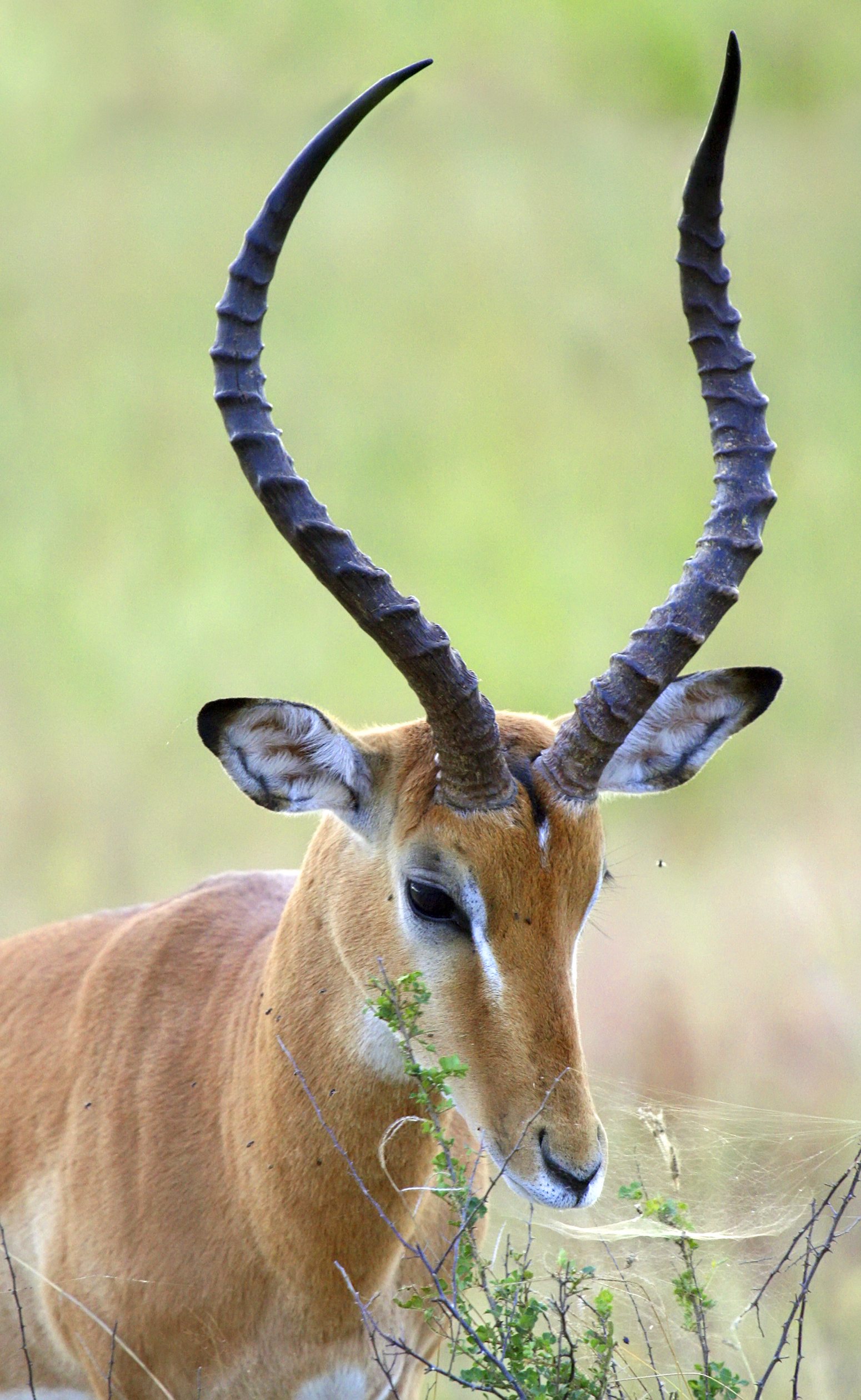
Impalahjort med slidhorn.

Kvicke är den innersta kärnan i horn på slidhornsdjur. Den utgörs av benvävnad och är en utstickande del av pannbenet.

## Bilder

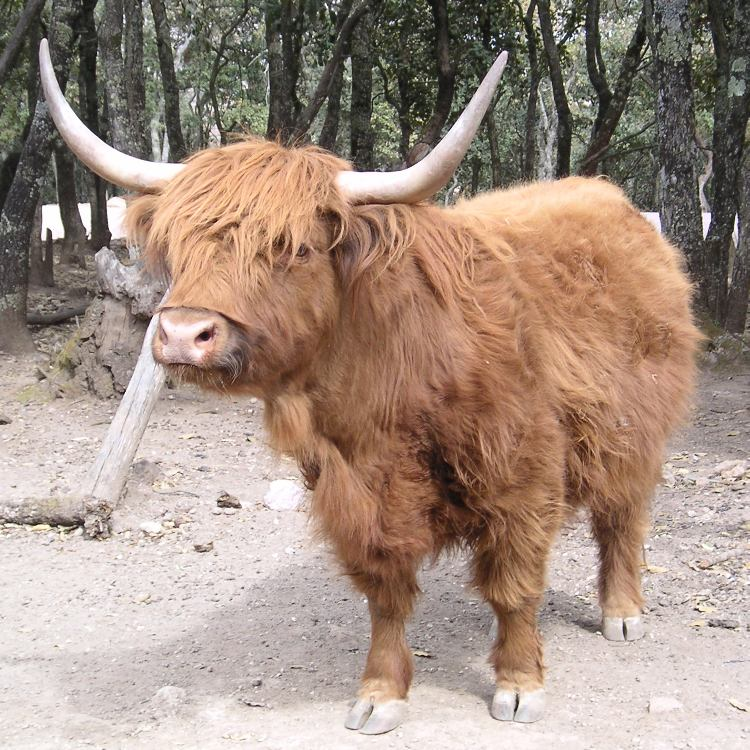
Highland cattle är ett slidhornsdjur med långa horn.
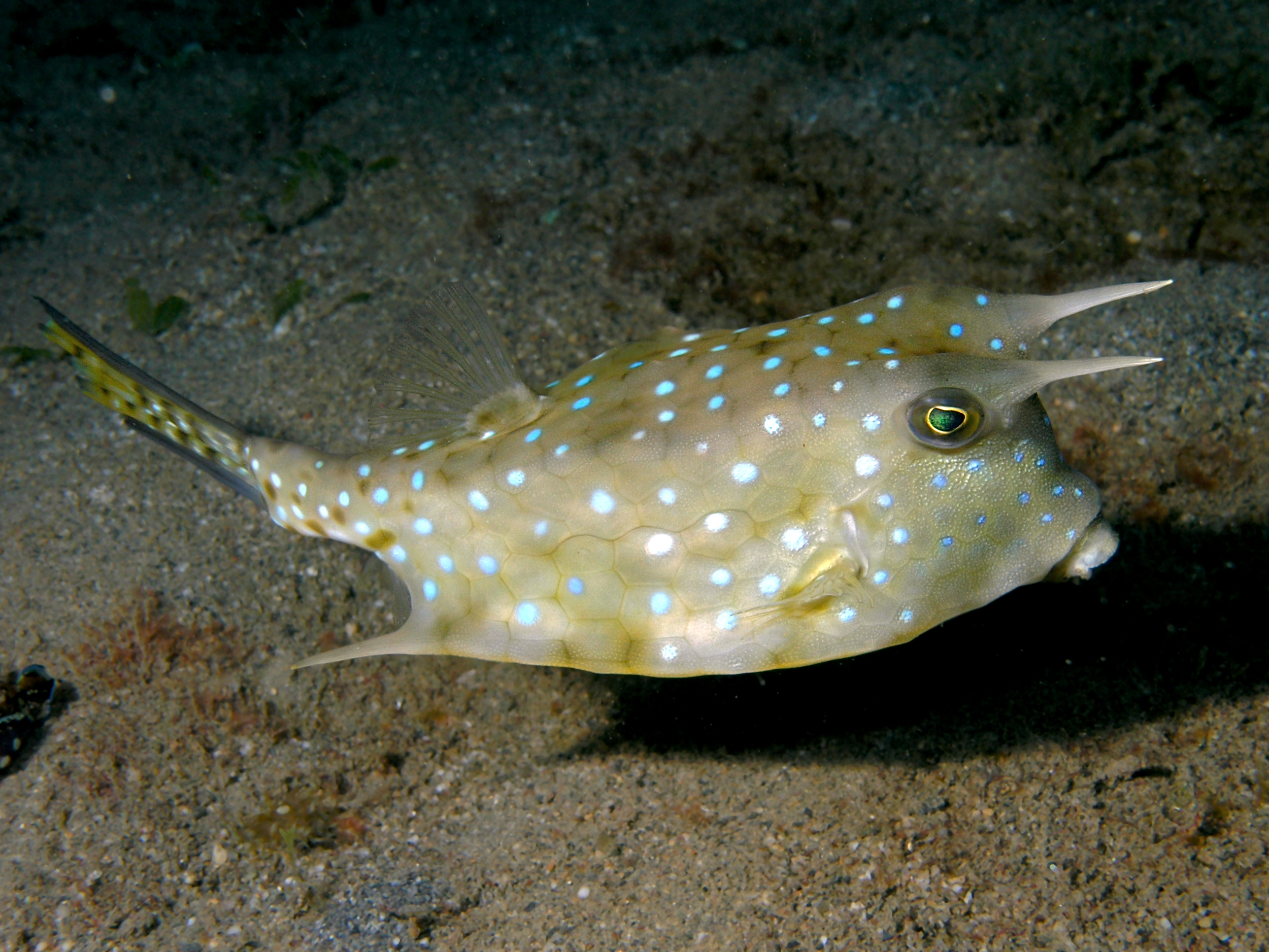
Långhornad kofisk.
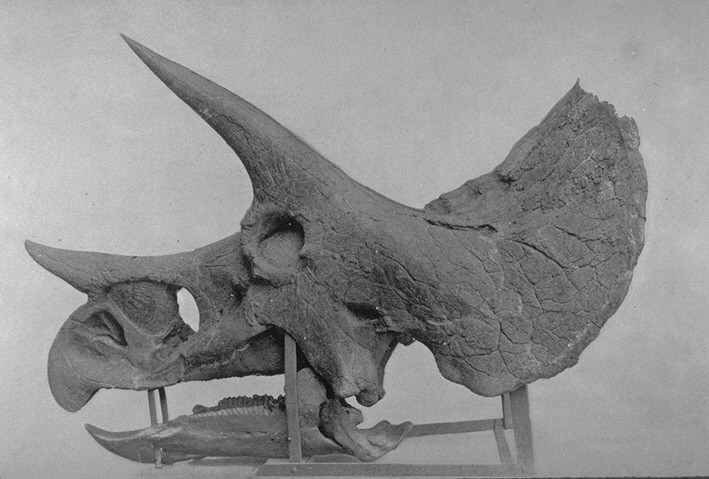
Ceratopsieskalle (klassisk grekiska: "hornansikte").
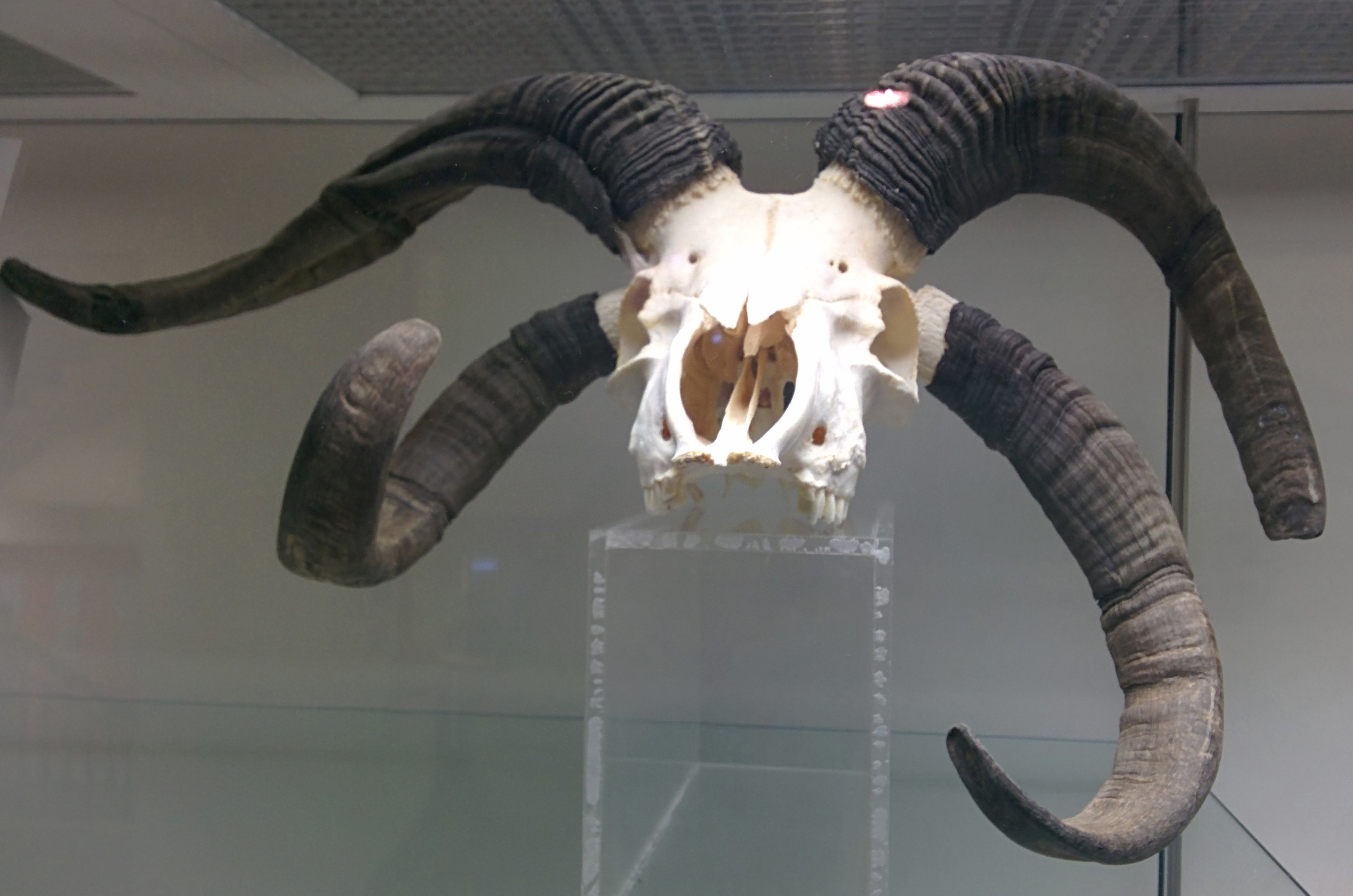
Polycerat "Jacobfår"-skalle.
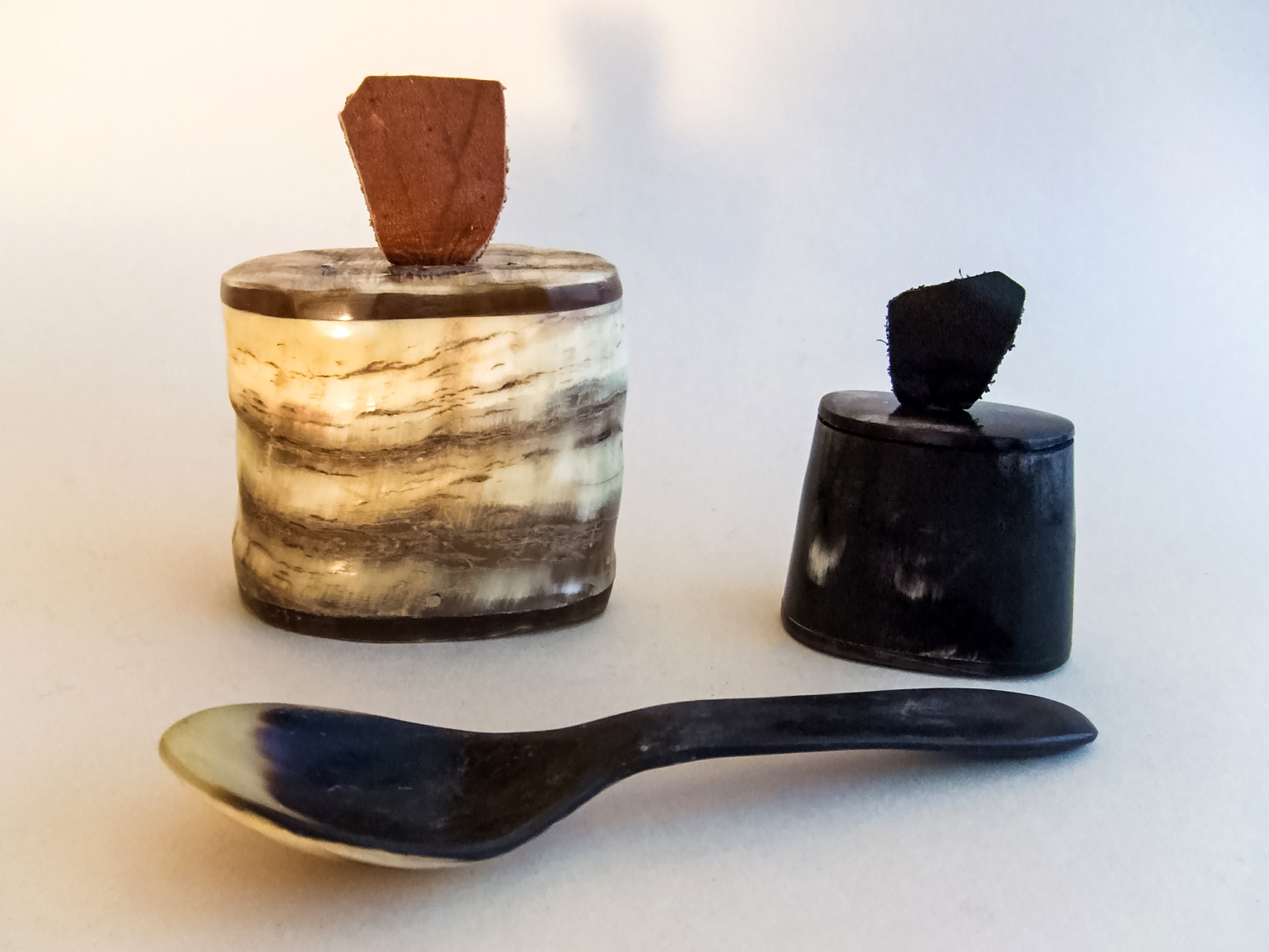
Hornslöjd, burkar med lock och en tesked gjorda av horn från nötkreatur.

### Trycka verk
- Svenska Jägareförbundet, 1981, Högviltvård och högviltjakt, ISBN 91-970275-0-2